# Macrocoeloma subparellelum
Macrocoeloma subparellelum is een krabbensoort uit de familie van de Majidae. De wetenschappelijke naam van de soort is voor het eerst geldig gepubliceerd in 1860 door Stimpson.